# Чужі листи
«Чужі листи» (рос. «Чужие письма») — російський радянський художній фільм 1975 року, психологічна драма Іллі Авербаха.

## Зміст
Молодій вчительці літератури в провінційному містечку, куди вона приїхала викладати, стає шкода свою 16-річну ученицю, яка росте без належної опіки та піклування. Віра Іванівна приводить Зіну до себе в будинок, але вихованка дуже нав'язливо намагається лізти в особисте життя своєї викладачки.

## Ролі
- Ірина Купченко — Віра Іванівна
- Світлана Смирнова — Зіна Бегункова
- Сергій Коваленков — Ігор
- Зінаїда Шарко — Ангеліна Григорівна
- Олег Янковський — Женя Пряхін
- Іван Бортник — Шура
- Наталія Скворцова — Валя
- Майя Булгакова — мати Зіни
- Петро Аржанов — старий учитель
- Валентина Владимирова — Антоніна Карпівна
- Людмила Дмитрієва — Зоя
- Ніна Мамаєва — Єлизавета Сергіївна
- В епізодах: Анатолій Горін, Тетяна Никітина

## Знімальна група
- Автор сценарію:  Наталія Рязанцева
- Режисер: Ілля Авербах
- Оператор: Дмитро Долинін
- Композитор: Олег Каравайчук
- Художник: Володимир Свєтозаров
- Звукорежисер: Едуард Ванунц
- Художник по костюмах: Н. Доброва
- Гример: Микола Пилявський
- Декоратор: Михайло Суздалов
- Монтажер: І. Смирнова
- Редактор: В. Шварц
- Музичний редактор: В.Лавров
- Режисерська група: Д. Свєтозаров, К. Кононович, В. Кравченко, Т. Лапігіна
- Адміністративна група: М. Бочевер, В. Волков, Є. Решетніков
- Директор картини: Олександр Пікунов

## Додаткова інформація
- Прем'єра — 10 серпня 1976 року.
- Прокат — 10,6 млн глядачів.
- Непрофесійного актора Сергія Коваленкова озвучував Михайло Боярський.

## Нагороди
- 1976 — Московський міжнародний кінофестиваль: Приз за найкращий акторський дебют (Світлані Смирнової)[1]
- 1976 — Спеціальний приз журі на I Міжнародному кінофестивалі в Неаполі (Італія)
- 1976 — Приз редакції журналу «Радянський екран» «За найкращий акторський дебют» на IX Всесоюзному кінофестивалі — Світлані Смирнової
- 1977 — Заохочувальний приз за найкращу режисерську роботу на Всесоюзному конкурсі «Корчагинці» — Іллі Авербаху
- 1980 — Головний приз «Золота богиня Ніке» на IX Міжнародному кінофестивалі в Салоніки (Греция)